# Al Faisaliyah Center
Al Faisaliyah Center (o Al Faisaliah Center, en árabe: برج الفيصلية‎) es un rascacielos comercial situado en el distrito financiero de Riad, Arabia Saudita. Contiene una plataforma de observación exterior; en la planta baja hay un centro comercial con importantes marcas internacionales. Al Faisaliyah Center tiene unos 267 metros de altura y 44 plantas.
Las cuatro vigas de las esquinas del Al Faisaliyah Center se unen en la parte superior por encima de una esfera dorada. Se dice que el diseño está basado en un bolígrafo. Dentro de la esfera dorada se sitúa un restaurante giratorio de lujo. Hay una vista clara del otro rascacielos de Arabia Saudita, Kingdom Centre, desde Al Faisaliyah Center y los dos edificios crean un perfil silueteado en los atardeceres. La torre fue diseñada por los arquitectos Foster and Partners, del Reino Unido y los ingenieros Buro Happold. Es parte del Complejo Al Faisaliyah, que consiste en un hotel, la torre y dos otros edificios.
La torre incluye varios restaurantes como 11a y Globe y también tiene un salón de fumadores en la planta superior.